# Song Khủa
Song Khủa là một xã thuộc huyện Vân Hồ, tỉnh Sơn La, Việt Nam.

## Địa lý
Xã Song Khủa có vị trí địa lý:
- Phía đông giáp tỉnh Hòa Bình
- Phía tây giáp xã Suối Bàng và xã Tô Múa
- Phía nam giáp xã Mường Tè
- Phía bắc giáp xã Liên Hòa.

Xã Song Khủa có diện tích 52,44 km², dân số năm 2020 là 5.460 người, mật độ dân số đạt 104 người/km².

## Hành chính
Xã Song Khủa được chia thành 9 bản: Co Hó, Co Súc, Lóng Khủa, Song Hưng, Suối Sấu, Tà Lạc, Tàu Dàu, Tầm Phế, Un.

## Lịch sử
Trước đây, Song Khủa là một xã thuộc huyện Mộc Châu.
Ngày 16 tháng 5 năm 1998, Chính phủ ban hành Nghị định 31/1998/NĐ-CP về việc thành lập xã Liên Hòa trên cơ sở 3.372 ha diện tích tự nhiên và 2.713 người của xã Song Khủa.
Sau khi điều chỉnh địa giới hành chính, xã Song Khủa có 5.098 ha diện tích tự nhiên và 3.565 nhân khẩu.
Ngày 10 tháng 6 năm 2013, Chính phủ ban hành Nghị quyết 72/NQ-CP về việc chuyển xã Song Khủa thuộc huyện Mộc Châu về huyện Vân Hồ mới thành lập quản lý.